# SHU-I
SHU-I（シューアイ、朝: 슈아이）は、韓国の5人組男性アイドルグループ。
キャッチフレーズは「日本発、会えるチワワ系韓国アイドル」。

## 概要
SHU-Iは「So Hot Union of Idols（熱い心を持ったグループ）」の意味で2009年5月22日に結成。日本で活動するからには、通訳を通したくないという事で日本語を猛勉強し、通訳無しでライブのMCや取材をこなしている。

## 来歴
2009年9月「BOMB BOMB BOMB」で韓国デビュー。"Power Rookie"を受賞し、歌番組に多数出演。
2010年5月から日本を拠点に活動。10月にスタートしたTV番組「SHU-I のGet The Dream!!」では、メンバー全員がつたないながらも勉強中の日本語で番組を進行している。
2011年1月にインディーズアルバム"STAR LIGHT"を発売。
2月からは毎月全国各地で行っているワンマン定期ライブをスタート。（3月は震災のため延期）
5月4日に"Smile For Me"でavex traxより日本メジャーデビュー。
6月には、ニコニコ動画のマンスリーレギュラー番組「SHU-I のroom party」がスタート。
8月17日に2ndシングル"Summer Sweet/キズナ"発売。"キズナ"はアニメ『たまごっち』の主題歌にも抜擢。
夏には「a-nation 10thAnniversary for Life Charge & Go! ウイダーinゼリー」全会場に出演。
H.I.S. の韓国タイアップキャラクターに決定。
広島県福山市制95周年記念事業「21世紀の朝鮮通信使行列イベント」に参加。
3rdシングル"ネバギバYeah!"でオリコン10位を獲得。
2012年1月からはリーダーのインソクが、関西の超人気＆ご長寿番組「おはよう朝日です」のレギュラー出演に決定。
4月1日に#013 SHU-Iのよみうりホール de アンニョ～ン 定期ライブFinal!!で定期LIVEを卒業。
4月11日にリリースした4thシングル"HITORIJIME"は、オリコン自己最高位第6位を獲得。
7月25日にリリースした1st AL「NEXTAGE」もオリコンチャートデイリー4位、ウィークリー8位を記録。
9月には全国5ヶ所で「SHU-I 1st LIVE TOUR 2012 - Go to the NEXT STAGE -」を開催。
11月21日5thシングル"大逆転"をリリース。
2013年3月13日に6th sg「あちゃこちゃSORRY」をリリース。
5月4日にメジャーデビュー2周年を迎えるにあたり、カウントアップライブ【HOP/STEP/JUMP】を開催。
所属をavex traxからポニーキャニオンに移籍。
11月13日7thシングル"SO IN LUV"をリリース。
12月12日にヒョンジュンが入隊。以降、４名での活動となる。
2014年6月18日8thシングル"こんなに君を好きなのにどうして？"をリリース。
所属をポニーキャニオンからビクターエンタテインメントに移籍。12月3日9thシングル"未来へ"をリリース。
2015年8月15日、年内いっぱいで解散し、2016年からインソク、チャンヒョン、ミンホの3名が入隊を予定していると発表された。
3月7日、入隊を予定してるインソク、チャンヒョン、ミンホによるグループ『ZEUS』を結成。

## メンバー
| 仮名         | 芸名ハングル | ローマ字  | 本名仮名             | ハングル | 漢字    | 誕生日/年齢           | 身長  | 血液型 | 担当              | ニックネーム |
| ------------ | ------------ | --------- | -------------------- | -------- | ------- | --------------------- | ----- | ------ | ----------------- | ------------ |
| インソク     | 인석         | Inseok    | ファン・インソク     | 황 인석  | 黃 仁錫 | 1988年2月19日（37歳） | 178cm | A型    | リーダー / ラップ |              |
| チャンヒョン | 창현         | Changhyun | チョン・チャンヒョン | 전 창현  | 全 昶炫 | 1988年6月9日（36歳）  | 181cm | A型    | サブボーカル      | チャンちゃん |
| ヒョンジュン | 형준         | Hyungjun  | パク・ヒョンジュン   | 박 형준  | 朴 炯俊 | 1989年1月26日（36歳） | 173cm | B型    | サブボーカル      | PJ           |
| ミンホ       | 민호         | Minho     | パク・ミンホ         | 박 민호  | 朴 玟豪 | 1989年2月1日（36歳）  | 173cm | O型    | メインボーカル    | ミノ         |
| ジンソク     | 진석         | Jinseok   | パク・ジンソク       | 박 진석  | 朴 珍錫 | 1991年1月22日（34歳） | 176cm | B型    | メインダンサー    |              |

## ディスコグラフィー

### インディーズ
| 発売日        | タイトル   | 販売形態 | 規格品番   |
| ------------- | ---------- | -------- | ---------- |
| 2011年1月26日 | STAR LIGHT | CD       | RRCD-85384 |

#### シングル
■ … 10位以内 ■ … 20位以内 ■ … 30位以内
|        | タイトル             | 発売日   | 収録内容 | 最高 |
| 2011年 |                      |          | |      |
| 1st    | Smile For Me         | 5月4日   | CD (AVCD-48054/B,AVCD-48055) 1. Smile For Me 2. Maybe Love 3. Smile For Me (Instrumental) 4. Maybe Love (Instrumental) DVD (AVCD-48054/B) 1. Smile For Me (Making Movie) ※初回盤のみ | 18位 |
| 2nd    | Summer Sweet /キズナ | 8月17日  | CD (AVCD-48091/B) 1. Summer Sweet - TBSテレビ「王様のブランチ」エンディング・テーマ 2. キズナ - TX系「たまごっち!」エンディング・テーマ CD (AVCD-48092) 1. Summer Sweet 2. キズナ 3. Summer Sweet (Instrumental) 4. キズナ (Instrumental) DVD (AVCD-48091/B) 1. Summer Sweet (Making Movie)※初回盤のみ | 11位 |
| 3rd    | ネバギバYeah!        | 12月7日  | CD (AVCD-48190/B) 1. ネバギバYeah! - TBSテレビ「ランク王国」オープニング・テーマ 2. ずっと僕のそばで CD (AVCD-48191,AVC1-48193) 1. ネバギバYeah! 2. ずっと僕のそばで 3. ネバギバYeah! (Instrumental) 4. ずっと僕のそばで (Instrumental) DVD (AVCD-48190/B) 1. ネバギバYeah! (Making Movie) ※初回盤のみ | 10位 |
| 2012年 |                      |          | |      |
| 4th    | HITORIJIME           | 4月11日  | CD (AVCD-48283/B,AVCD-48284/B) 1. HITORIJIME 2. Forever my friend ～僕らの未来図 CD (AVCD-48285,AVC1-48286) 1. HITORIJIME 2. Forever my friend ～僕らの未来図 3. HITORIJIME (Instrumental) 4. Forever my friend ～僕らの未来図 (Instrumental) DVD (AVCD-48283/B) 1. HITORIJIME (Music Video) 2. HITORIJIME (Making Movie) ※初回盤のみ DVD (AVCD-48284/B) 1. CBC「来る来るミラクル」内「スキ歌リサーチ！」"超濃縮"ダイジェスト映像 | 6位  |
| 5th    | 大逆転               | 11月21日 | CD (AVCD-48531/B) 1. 大逆転 2. 魂チェンジ！ CD (AVCD-48532,AVC1-48533) 1. 大逆転 2. 魂チェンジ！ 3. 大逆転 (Instrumental) 4. 魂チェンジ！ (Instrumental) DVD (AVCD-48531/B) 1. デビュー前お宝映像～ジョイポリス編～ | 10位 |
| 2013年 |                      |          | |      |
| 6th    | あちゃこちゃSORRY    | 3月13日  | CD (AVCD-48685/B,AVCD-48686/B) 1. あちゃこちゃSORRY 2. Ash gray sky CD (AVCD-48687,AVC1-48611) 1. あちゃこちゃSORRY 2. Ash gray sky 3. あちゃこちゃSORRY (Instrumental) 4. Ash gray sky (Instrumental) DVD (AVCD-48685/B) 1. あちゃこちゃSORRY (Music Video)Dance ver. 2. Try Dance video ＜Kiss my life/魂チェンジ！＞ 3. SHU-I 1st LIVE TOUR -Go to the NEXT STAGE- 9/29 文京シビックホール ライブダイジェスト DVD (AVCD-48686/B) 1. あちゃこちゃSORRY (Music Video) 2. あちゃこちゃSORRY (Making Movie) 3. K-POP LAB. featuring SHU-I 特別編集版 | 9位  |

※順位はオリコンウィークリーチャート

#### アルバム
|        | タイトル | 発売日  | 収録内容 | 最高 |
| 2012年 |          |         | |      |
| 1st    | NEXTAGE  | 7月25日 | CD (AVCD-38516/B,AVCD-38517) 1. Brand New Page 2. Summer Sweet 3. ネバギバ Yeah! 4. Kiss My Life 5. Smile For Me 6. LOST LOVE 7. 心に射すヒカリ 8. HITORIJIME 9. ハジマリソング CD (AVC1-38518) 1. Brand New Page 2. Smile For Me 3. Summer Sweet 4. ネバギバ Yeah ! 5. HITORIJIME DVD (AVCD-38516/B) 1. Brand New Page (Making Movie)初回盤のみ | 8位  |

### デジタルシングル（韓国）
- BOMB BOMB BOMB（2009年9月11日）

### 参加
| 発売日        | グループ      | タイトル     | 販売形態  | 規格品番                             | 最高位 |
| ------------- | ------------- | ------------ | --------- | ------------------------------------ | ------ |
| 2011年6月22日 | ﾒﾝﾀﾒ･ｵｰﾙｽﾀｰｽﾞ | 笑顔のために | CD+DVD CD | AVCD-48103/B AVCD-48104/B AVC1-48105 | 12位   |

## 出演

### テレビ
レギュラー出演のみ。
- 「イケメン★News」(2010年、Mnet Japan）インソク、ヒョンジュン
- SHU-IのGet the Dream!!（2010年10月7日～毎週木曜、Mnet Japan）
- MADE IN BS JAPAN（2011年1月17日～9月26日、BSジャパン）
- 来る来るミラクル（2011年4月～毎週金曜、中部日本放送）インソクのみ
- SHU-IのRoom Party!!（2011年6月12日～毎月1回、ニコニコ生放送）
- おはよう朝日です（2012年～隔週水曜、ABCテレビ）インソクのみ
- SHU-I インソクのキラキラ遺産（2012年1月～隔週月曜、Music Japan TV）インソクのみ

第11回 2012年1月15日：福岡イムズホール
- 第12回 2012年2月18日：愛知名鉄ホール
- ファイナル 2012年4月1日：東京読売ホール

### MEN-tertainment東京公演
- 2011年6月15日・19日・26日：ル・テアトル銀座

### a-nation
- 2011年7月30日：愛媛 ニンジニアスタジアム
- 2011年8月6日：福岡 海の中道海浜公園野外劇場
- 2011年8月13日：愛知 ポートメッセなごや野外特設会場
- 2011年8月20日：大阪 長居スタジアム
- 2011年8月28日：東京 味の素スタジアム
- 2012年8月9日Asia Progress M：代々木体育館

### SHU-I ファースト ツアー 2012
- 2012年9月8日：神奈川 伊勢原市文化会館
- 2012年9月15日：福岡 都久志会館
- 2012年9月17日：大阪 NHK大阪ホール
- 2012年9月22日23日：名古屋 名鉄ホール
- 2012年9月29日：東京 文京シビックホール

### 2周年カウントアップライブ
- "HOP" 2013年2月24日
- "STEP" 2013年3月24日
- "JUMP" 2013年5月4日

## 受賞歴
- 人気歌謡「Power Rookie賞」（2009年、SBS）